# Mieczysław Berman

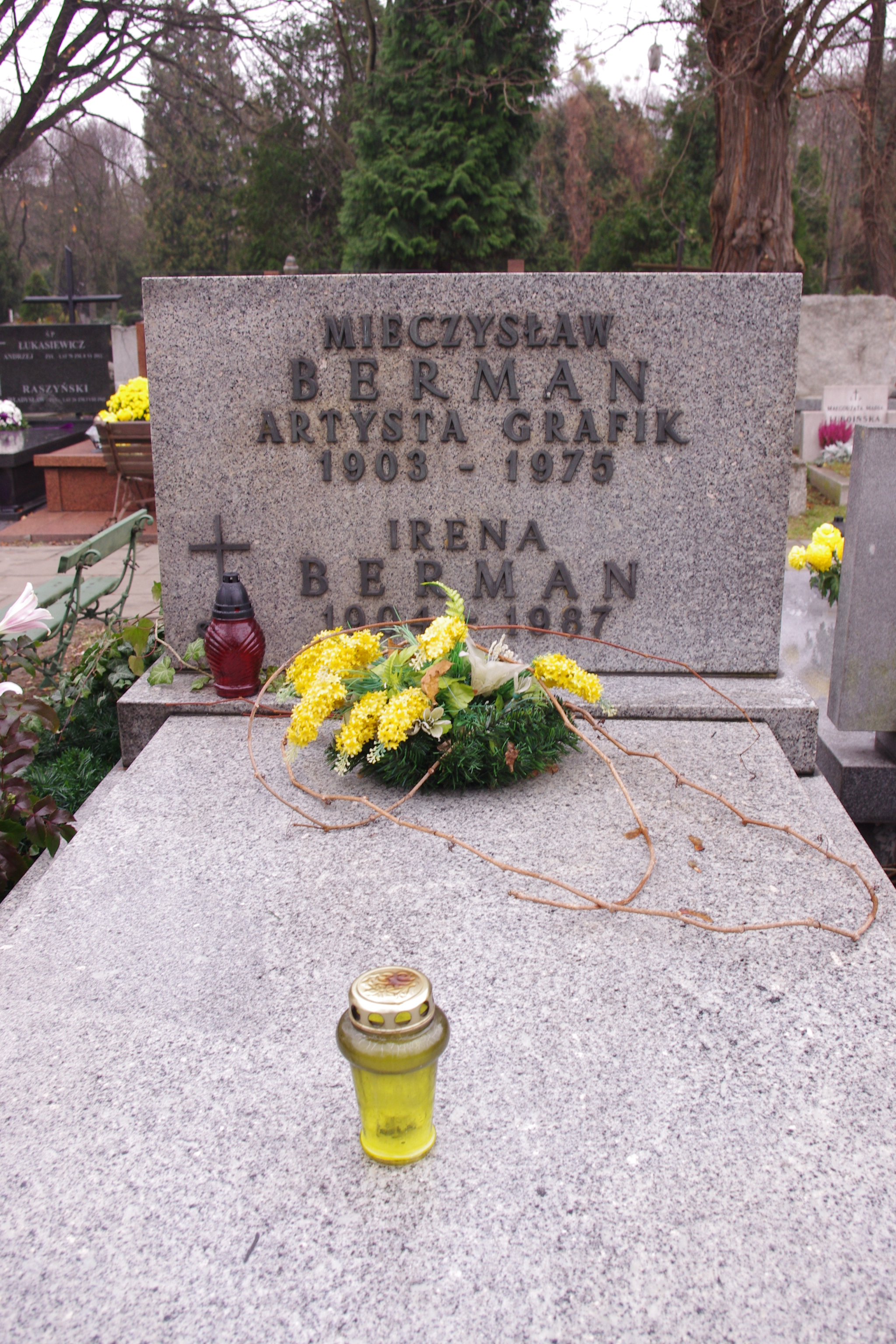
Grób Mieczysława Bermana na cmentarzu Wojskowym na Powązkach.

Mieczysław Berman (ur. 7 lipca 1903 w Warszawie, zm. 31 grudnia 1975 tamże) – polski grafik, specjalizujący się w fotomontażu politycznym, twórca plakatów politycznych, filmowych i reklamowych.

## Życiorys
Syn Henryka. Kształcił się w Miejskiej Szkole Sztuk Zdobniczych i Malarstwa w Warszawie.
W 1927 zajął się tworzeniem ilustracji do utworów pisarzy rewolucyjnych. W latach 30. publikował swoje fotomontaże polityczne w pismach lewicowych. Tworzył fotomontaże pod wpływem dzieł László Moholy-Nagy’a, Johna Heartfielda oraz twórców radzieckich (El Lissickiego, Aleksandra Rodczenki, Gustawa Kłucisa), a także Mieczysława Szczuki i Teresy Żarnower. W lutym 1934 wykonywał pace scenograficzne w Teatrze Eksperymentalnym przy Towarzystwie Propagandy Teatrów. W latach 1934–1937 był członkiem grupy artystycznej Czapka Frygijska, jednoczącej malarzy o poglądach lewicowych. Współpracował z pismami lewicowymi: „1930”, „Przekrój 1930”, „Kuźnia”, „Ze Świata”, „Dwutygodnik Ilustrowany”, „Głosy i Odgłosy”. Przed wojną pracował w wydawnictwie Rój Melchiora Wańkowicza. Zajmował się też grafiką reklamową. Stworzył plakaty „Cukier krzepi”, „Graj i wygrywaj u Wolanowa”, „Spiess polski lek”. W 1937 za plakat „Pocisk” otrzymał Złoty Medal na L’Exposition Internationale Arts et Techniques dans la Vie Moderne w Paryżu.
Okres II wojny światowej spędził w Związku Radzieckim, gdzie publikował swoje prace w „Czerwonym Sztandarze” (Lwów, 1940) i „Nowych Widnokręgach” (Moskwa, 1943–1946). W drugim półroczu 1944 opracował projekt Orderu Krzyża Grunwaldu.
Po wojnie tworzył plakaty propagandowe: „3 x TAK”, „Milicjant – twój przyjaciel i obrońca”. W 1950 otrzymał Państwową Nagrodę Artystyczną III stopnia w dziale plastyki za twórczość w dziedzinie karykatury politycznej. Po odwilży zamieszczał rysunki i fotomontaże satyryczne w „Szpilkach”, „Trybunie Wolności”, „Żołnierzu Polskim” i in. Tworzył plakaty filmowe, m.in. do filmów Celuloza (1954), Czapajew (ZSRR). W latach 60. stworzył cykl sześćdziesięciu ilustracji do „Myśli nieuczesanych” Stanisława Jerzego Leca.
Prace Mieczysława Bermana znajdują się w zbiorach: Muzeum Narodowego w Warszawie, Muzeum Narodowego we Wrocławiu, Muzeum Plakatu w Wilanowie, Muzeum Sztuki w Łodzi, The Metropolitan Museum of Art w Nowym Jorku oraz w najlepszych kolekcjach prywatnych głównie w Stanach Zjednoczonych i Europie Zachodniej.
Był mężem Ireny z Chojnackich (1904–1987). Mieszkali w Warszawie przy ul. L. Narbutta 8/14.
Zmarł w Warszawie, spoczywa obok żony na cmentarzu Wojskowym na Powązkach (kwatera A36-2-24).

## Ordery i odznaczenia
- Krzyż Komandorski Orderu Odrodzenia Polski (1961)[1]
- Złoty Krzyż Zasługi (dwukrotnie: 11 lipca 1955[6], 22 lipca 1955[7])
- Medal 10-lecia Polski Ludowej (19 stycznia 1955)[8]